# Passiflora tarminiana
Passiflora tarminiana ili curuba biljka je iz porodice Passifloraceae.

## Sinonimi
- Passiflora mollissima Kunth